# 아리안나 (오페라)
《아리안나》(이탈리아어: L'Arianna 라리안나[*], SV 291, 아리아드네)는 이탈리아의 작곡가 클라우디오 몬테베르디의 유실된 두 번째 오페라이다. 일반적으로 초기 오페라에 속하며, 1607~1608년에 작곡되었고 1608년 5월 28일 만토바의 빈첸초 곤차가 공작 궁정에서 결혼식을 위한 음악 축제의 일환으로 초연하였다. 오페라의 음악은 널리 퍼진 레치타티보 〈아리안나의 탄식〉(이탈리아어: Lamento d'Arianna 라멘토 다리안나[*])을 제외하고 모두 소실되었다. 오타비오 리누치니가 쓴 리브레토는 완전한 형태로 전해지며 여덟 장면으로 구성되어 있는데, 낙소스섬에서 테세우스에게 버림 받은 아리아드네가 바쿠스 신의 신부가 되는 이야기를 실은 오비디우스의 《헤로이데스》를 비롯하여 여러 고전 출전을 차용하였다.
이 오페라는 극심한 시간의 압박 속에서 작곡되었다. 작곡가는 후에 이 오페라를 만들기 위한 노력이 자신을 거의 죽게 만들었다고 언급하였다. 화려하고 혁신적인 특수효과로 제작된 초연은 높은 평가를 받았으며, 1640년 베네치아에서 테아트로 산 모이세의 창단작이자 작곡가가 직접 지휘한 공연으로 부활시켜 동일한 호평을 받았다.
리누치니의 리브레토는 다양한 판본으로 전해진다. "라멘토"의 음악은 몬테베르디가 오페라와는 독립적으로 여러 다른 판본으로 출판하였기에 오늘날까지 살아남을 수 있었다. 이 단편은 매우 영향력 있는 음악 작품이 되어 널리 모방되었는데, 특히 "표현적인 탄식"은 17세기의 상당 기간 동안 이탈리아 오페라의 필수적인 특징이 되었다. 오늘날 "라멘토"는 콘서트와 리사이틀에서 선보이는 작품으로 인기를 끌며 자주 녹음되고 있다.